# Ocypode jousseaumei
Ocypode jousseaumei is een krabbensoort uit de familie van de Ocypodidae. De wetenschappelijke naam van de soort is voor het eerst geldig gepubliceerd in 1905 door Nobili.